# Valentin Todercan
 Valentin Todercan (n. 13 mai 1961, Corlăteni, județul Bălți, România) este un actor, producător, scenarist și regizor de film din Republica Moldova. Între 10 aprilie 2007 și 30 decembrie 2009 a fost președinte al instituției "TeleRadio-Moldova". În 2008, i-a fost decernat Ordinul „Gloria Muncii” pentru eforturile sale de dezvoltare a televiziunii publice din Moldova. În 2011, a fost ales consilier în cadrul Consiliului Municipal Chișinău, din partea PCRM.

## Educație și carieră
Todercan s-a născut la Corlăteni, RSS Moldovenească la 13 mai 1961. El a făcut parte din prima generație de absolvenți ai Institutului de Teatru "Boris Șciukin" din Moscova în 1985 și a fost actor la Teatrul "Luceafărul" în cadrul grupului său permanent până în 1988. În 1991, Todercan împreună cu colegii săi de la Șciukin a înființat Teatrul „Eugène Ionesco” din Chișinău. A contribuit la organizarea primei ediții a Festivalului Internațional de Teatru BITEI din Moldova în perioada 1994-1997. Cu Teatrul "Eugène Ionesco", Todercan a participat la o serie de festivaluri internaționale de teatru, inclusiv în Egipt, Japonia, Franța, Marea Britanie, Polonia și altele.
În 1995, Todercan este numit-director general al studioului "Moldova-Film" până în anul 2002, când devine responsabil de vechiul Departament de Cinematografie al Republicii Moldova. Apoi, în 2006, revine la "Moldova-Film" în calitate de producător-general. Între 2007 și 2010, Valentin Todercan a fost președinte al instituției "TeleRadio-Moldova". La 5 iunie 2011, a fost ales în funcția de consilier în Consiliul Municipal Chișinău, unde a activat până în 2015. 

## Lucrări

### Actor

#### Teatru
- Așteptându-l pe Godot, de Samuel Beckett, Teatrul "Eugène Ionesco"

#### Ecran
- Codrii
- Jocul de-o moartea

### Producător

#### Filme de lung metraj
- Jana, Moldova, 2004
- Prințul Negru,[7] Moldova, 2004
- A 12-a Toamnă, Rusia, 2003
- București Express,[8] SUA, 2002
- Patul lui Procust,[7] Moldova, 2001

#### Documentare
9 documentare, printre care: 
- Petru Rareș, 2006
- Ștefan - Cel mai mare ctitor de țară, 2004
- Dimitrie Cantemir, 2003

### Scenarist
- Fie pâinea...
- Micuța
- Un cartuș pentru porumbel (cunoscut și ca Vânătoarea)[9]

### Regizor
- Un cartuș pentru porumbel (cunoscut și ca Vânătoarea),[9] Moldova, 2007.

## Premii
- Ordinul „Gloria Muncii”, 2008;[1]
- Ordinul Bisericii Ortodoxe a Moldovei „Binecredinciosul Voievod Ștefan Cel Mare și Sfânt”, gr. II, 2009.

## Festivaluri
- Festivalul Internațional de Teatru BITEI, ed. 1994, 1997, Moldova
- Festivalul de Film din Belarus „Zilele filmului bielorus în RM”, Moldova
- Festivalul de Film Rusesc „Zilele filmului rus în RM”, Moldova
- Manifestări cinematografice „Documentar creștin”, Moldova
- Conferința științifică „Cantemir și ecranul”, Moldova
- Festivalul Național de Film „Săptămânile Filmului Național”, ed. 2002, 2003, 2004, 2005, 2006, Moldova